# LC秘鲁航空
LC秘鲁航空（西班牙語：LC Perú）是一家总部位于秘鲁利马的航空公司。该航空公司仅运营秘鲁国内航线，其主要运营基地为豪尔赫·查韦斯国际机场。

## 機隊
目前共運營9架飛機，包括4架波音B737-500和5架DHC-8，平均機齡21.9年